# Mandol
Mandol är ett distrikt i Afghanistan. Det ligger i provinsen Nurestan, i den nordöstra delen av landet, 140 kilometer nordost om huvudstaden Kabul.
Distriktet beräknades år 2022 ha cirka 23 000 invånare.